# Résolution 407 du Conseil de sécurité des Nations unies
 (mars 2025).
Si vous disposez d'ouvrages ou d'articles de référence ou si vous connaissez des sites web de qualité traitant du thème abordé ici, merci de compléter l'article en donnant les références utiles à sa vérifiabilité et en les liant à la section « Notes et références ».
Membres permanents
- Chine
- États-Unis
- France
- Royaume-Uni
- URSS

Membres non permanents
- Allemagne de l'Ouest
- Bénin
- Canada
- Inde
- Libye
- Mauritanie
- Pakistan
- Panama
- Roumanie
- Venezuela

Résolution no 406 Résolution no 408
La résolution 407 du Conseil de sécurité des Nations unies est adoptée le 25 mai 1977.
Après avoir rappelé la résolution 402 (de 1976), le Conseil note avec inquiétude le harcèlement continu du peuple du Lesotho par l'Afrique du Sud en violation de la résolution. Il reconnaît également le fardeau qui est imposé au Lesotho en raison de sa décision de ne pas reconnaître le bantoustan « indépendant » du Transkei.
Le Conseil félicite le gouvernement du Lesotho pour sa décision de ne pas reconnaître le Transkei. Il approuve le rapport de la mission au Lesotho et l'appel du secrétaire général Kurt Waldheim à une aide internationale au Lesotho. La résolution appelle également le Secrétaire général à surveiller la situation et à signaler toute évolution.
La résolution est adoptée sans vote.